# 육성 시뮬레이션 게임
육성 시물레이션 게임은 아이나 애완동물, 유명인 등을 기르는 과정을 흉내낸 생활 시물레이션 게임이다. 키우는 대상이 생명체냐 아니냐에 따라 육성 시뮬레이션 게임과 경영 시뮬레이션 게임으로 구분이 된다.
아이를 기르는 게임으로는 프린세스 메이커의 컴퓨터 게임 시리즈가 유명하며, 애완동물을 기르는 게임으로는 휴대용 다마고치 게임기가 유명하다. 또 일렉트로닉 아츠사의 심즈 시리즈와 비비빅사의 스타프로젝트 온라인도 있다. 그 외에도 닌텐도사의 동물의 숲 (닌텐도 64), 코나미사의 두근두근 메모리얼 시리즈 등도 있다.
스마트폰 사용 증가에 따라 마이독스 등 육성 시뮬레이션 게임 앱이 나왔으며 대표적인 육성 시뮬레이션 게임인 프린세스 메이커도 모바일 버전이 출시되었다.
2012년 미국의 시뮬레이션 게임인 탑걸은 현지화를 거쳐 한국에서 출시되었다.